# Scar Tissue (roman)
 (octobre 2022).
Si vous disposez d'ouvrages ou d'articles de référence ou si vous connaissez des sites web de qualité traitant du thème abordé ici, merci de compléter l'article en donnant les références utiles à sa vérifiabilité et en les liant à la section « Notes et références ».
Scar Tissue est un roman autobiographique retraçant la vie d'Anthony Kiedis, chanteur et parolier du groupe de funk rock américain Red Hot Chili Peppers. Il est écrit par Kiedis avec l'aide du journaliste Larry Sloman, qui compila des informations et mena des interviews. Publié initialement en 2004 par Hyperion, il sort en version francophone en 2007 chez Flammarion, traduit de l'anglais par Cécile Pournin. L'ouvrage de 465 pages contient dans sa version papier une sélection de photos personnelles de Kiedis et de son entourage à travers les années. Le livre parait également au format livre audio, dans une version lue par l'acteur Rider Strong et publiée par Phoenix Audio en 2006, ainsi qu'en e-book.
Le titre de l'ouvrage fait référence au single Scar Tissue, sorti en 1999 sur l'album Californication des Red Hot Chili Peppers.

## Contenu
À l'origine, Anthony Kiedis compte « simplement peindre les couleurs des différentes décennies, raconter autant d’histoires que possible et tisser tout cela dans un [récit] ». L'ouvrage retrace la vie de Kiedis depuis sa naissance en 1962 jusqu'au début de l'année 2004. Les principaux sujets abordés par le livre sont la toxicomanie du chanteur lorsqu'il était dépendant aux drogues dures, ses différentes expériences sexuelles ainsi que son histoire avec le groupe qu'il a fondé, les Red Hot Chili Peppers.

## Postérité
L'ouvrage atteint la 15e place de la liste des best-sellers du New York Times pour la semaine du 7 novembre 2004.
Anthony Kiedis déclare, qu'il regretta un temps d'avoir écrit Scar Tissue et qu'il fut « stupide de sa part de ne pas s'être préparer à la réponse [de lecteurs] exposés à autant d'informations intimes ». Néanmoins, après la sortie du livre, Kiedis commença à recevoir des remerciements de lecteurs, témoignant de l'effet thérapeutique et motivant que leur à apporter l'ouvrage : « J'ai réalisé que l'intérêt d'écrire ce livre n'était pas pour moi, mais pour montrer que quelqu'un peut aller jusqu'à ses limites, revenir et avoir une vie intéressante, heureuse et productive. Quelle que soit la honte, la douleur, la difficulté ou l'inconfort que j'ai traversé, ça en valait la peine parce que je rencontre tellement de personnes qui viennent me dire que leurs enfants l'ont lu et se sont ressaisis grâce à [ce livre]. »

## Adaptation
En 2008, Anthony Kiedis aurait commencé à travailler avec HBO sur une adaptation télévisée de Scar Tissue. Intitulée Spider and Son, la série devait initialement être diffusée dès la fin de l'année 2010, elle n'entra cependant jamais en production malgré un scénario pilote écrit par John Sayles. En 2011, les droits de la série sont récupérés par FX et les producteurs d'Entourage, Marc Abrams et Mike Benson, rejoignent la production du projet.
La série devrait retracer le début de la biographie de Kiedis, couvrant son enfance et son adolescence, et se focaliser sur la relation entre Anthony Kiedis et son père John Kiedis, dit Blackie Dammett. L'autobiographie de Dammett, Lords of the Sunset Strip, publiée en 2013, devrait également être utilisée comme inspiration pour la série. Dammett confirme en 2013 que la production de la série avait été arrêtée, tout en espérant une reprise du projet après la tournée mondiale des Red Hot Chili Peppers.
Blackie Dammett décède le 12 mai 2021 à l'age de 81 ans, alors que le projet est resté au stade embryonnaire depuis plusieurs années.
En janvier 2024, il est rapporté que les studios Universal Pictures ont acquis les droits d'adaptation du roman. Le biopic, en développement, est produit par Brian Grazer via sa société Imagine Entertainment, Guy Oseary, manageur des Red Hot Chili Peppers, et Kiedis lui-même.